# Patryk Klimala
Patryk Klimala, né le 5 août 1998 à Świdnica en Pologne,  est un footballeur polonais jouant au poste d'avant-centre au Sydney FC, en prêt de Śląsk Wrocław.

## Biographie

### Jagiellonia Białystok
Patryk Klimala joue son premier match pour le Jagiellonia Białystok le 25 septembre 2016, à l'occasion d'une rencontre de championnat face au Korona Kielce. Il entre en jeu à la place de Przemysław Frankowski lors de cette rencontre remportée par son équipe (1-2 score final).

### Celtic
Le 14 janvier 2020 Patryk Klimala s'engage pour quatre ans et demi avec le Celtic Glasgow,. Il joue son premier match sous ses nouvelles couleurs quatre jours plus tard, lors d'une rencontre de coupe d'Écosse remporté par le Celtic face au Partick Thistle FC (1-2). Le 29 janvier suivant il fait sa première apparition en Scottish Premiership, en entrant en jeu à la place de Odsonne Édouard au McDiarmid Park face au St Johnstone FC, contre qui son équipe s'impose par trois buts à zéro. Il devient Championnat d'Écosse.
Il inscrit son premier but pour le Celtic le 2 août 2020, lors de la première journée de la saison 2020-2021 face au Hamilton Academial FC. Il entre en jeu ce jour-là et marque quatre minutes après, participant à la victoire de son équipe par cinq buts à un.

### Red Bulls de New York
Il rejoint la Major League Soccer et les Red Bulls de New York lorsqu'il s'engage le 22 avril 2021 avec un contrat de quatre ans comme jeune joueur désigné.

### Hapoël Beer-Sheva
Le 29 janvier 2023, Patryk Klimala est transféré à l'Hapoël Beer-Sheva, en première division israélienne et retourne ainsi en Europe.
Klimala inscrit son premier but pour l'Hapoël Beer-Sheva le 4 mars 2023, lors d'une rencontre de championnat face au Hapoël Hadera FC. Il entre en jeu et participe à la victoire de son équipe (0-3 score final).

### En sélection
Patryk Klimala fête sa première sélection avec l'équipe de Pologne espoirs en entrant en jeu le 26 mars 2019 contre la Serbie en match amical. Son équipe s'incline sur le score de deux buts à zéro ce jour-là. Il inscrit son premier but pour les espoirs le 6 septembre de la même année, en donnant la victoire à son équipe contre la Lettonie (0-1).

## Palmarès
| Celtic Glasgow (2)                                                                            | Jagiellonia Białystok                   |
| --------------------------------------------------------------------------------------------- | --------------------------------------- |
| - Championnat d'Écosse : - Champion : 2020 - Coupe de la Ligue écossaise : - Vainqueur : 2020 | - Coupe de Pologne : - Finaliste : 2019 |

## Statistiques
| Saison                | Club                  | Championnat           | Championnat | Championnat | Coupe nationale | Coupe nationale | Coupe de la Ligue | Coupe de la Ligue | Compétition(s) continentale(s) | Compétition(s) continentale(s) | Compétition(s) continentale(s) | Séries | Séries | Total | Total |
| Saison                | Club                  | Division              | M.          | B.          | M.              | B.              | M.                | B.                | Comp.                          | M.                             | B.                             | M.     | B.     | M.    | B.    |
| 2016-2017             | Jagiellonia Białystok | Ekstraklasa           | 3           | 0           | 0               | 0               | -                 | -                 | -                              | -                              | -                              | -      | -      | 3     | 0     |
| 2018-2019             | Jagiellonia Białystok | Ekstraklasa           | 22          | 1           | 6               | 3               | -                 | -                 | C3                             | 1                              | 0                              | -      | -      | 29    | 4     |
| 2019-2020             | Jagiellonia Białystok | Ekstraklasa           | 17          | 7           | 1               | 0               | -                 | -                 | -                              | -                              | -                              | -      | -      | 18    | 7     |
| Sous-total            | Sous-total            | Sous-total            | 42          | 8           | 7               | 3               | -                 | -                 | -                              | 1                              | 0                              | -      | -      | 50    | 11    |
| 2017-2018             | Wigry Suwałki (prêt)  | I liga                | 27          | 13          | 1               | 0               | -                 | -                 | -                              | -                              | -                              | -      | -      | 28    | 13    |
| 2019-2020             | Celtic Glasgow        | Premiership           | 2           | 0           | 2               | 0               | 1                 | 0                 | -                              | -                              | -                              | -      | -      | 5     | 0     |
| 2020-2021             | Celtic Glasgow        | Premiership           | 17          | 3           | 0               | 0               | 0                 | 0                 | C1+C3                          | 1+5                            | 0+0                            | -      | -      | 23    | 3     |
| Sous-total            | Sous-total            | Sous-total            | 19          | 3           | 2               | 0               | 1                 | 0                 | -                              | 6                              | 0                              | -      | -      | 28    | 3     |
| 2021                  | Red Bulls de New York | MLS                   | 29          | 8           | -               | -               | -                 | -                 | -                              | -                              | -                              | 1      | 0      | 30    | 8     |
| 2022                  | Red Bulls de New York | MLS                   | 28          | 5           | 4               | 1               | -                 | -                 | -                              | -                              | -                              | 1      | 0      | 33    | 6     |
| Sous-total            | Sous-total            | Sous-total            | 57          | 13          | 4               | 1               | -                 | -                 | -                              | -                              | -                              | 2      | 0      | 63    | 14    |
| 2022-2023             | Hapoël Beer-Sheva     | Ligat HaAl            | 0           | 0           | -               | -               | -                 | -                 | -                              | -                              | -                              | -      | -      | 0     | 0     |
| Total sur la carrière | Total sur la carrière | Total sur la carrière | 145         | 37          | 14              | 4               | 1                 | 0                 | -                              | 7                              | 0                              | 2      | 0      | 169   | 41    |